# Justyna Sobolewska
Justyna Sobolewska (ur. 1972) – polska krytyczka literacka, dziennikarka, pisarka.

## Życiorys
Ukończyła IX Liceum Ogólnokształcące im. Klementyny Hoffmanowej w Warszawie. Absolwentka polonistyki na Uniwersytecie Warszawskim. Od 2001 redagowała dział książkowy w „Przekroju”, potem pracowała jako redaktor w dziale kultury „Dziennika”. Obecnie jest dziennikarką w tygodniku „Polityka”. Publikowała szkice o literaturze i wywiady w „Odrze”, „Kresach”, „Res Publice Nowej”, „Kursywie” i „Arte”. Pisała recenzje książkowe i felietony w „Gazecie Wyborczej”, „Nowych Książkach”, „Tygodniku Powszechnym” i „Przeglądzie Politycznym”.
Jest współautorką książki Jestem mamą (2004) i autorką zbioru esejów Książka o czytaniu (2012).Rozszerzona wersja Książki o czytaniu ukazała się w 2016 w Wydawnictwie Iskry.  W 2012 ukazała się jej „Książka o czytaniu, czyli resztę dopisz sam” w Wydawnictwie Polityki. Laureatka PIK-owego Lauru (2015) przyznawanego przez Polską Izbę Książki za popularyzację czytelnictwa w kategorii mediów drukowanych.
Autorka wyboru opowiadań Kornela Filipowicza „Moja kochana, dumna prowincja” (2017). Zasiada w jury Wrocławskiej Nagrody Poetyckiej „Silesius” oraz w kapitule Nagrody Literackiej im. Witolda Gombrowicza. Pod koniec października 2020 roku nakładem Wydawnictwa Iskry ukazała się jej książka „Miron, Ilia, Kornel. Opowieść biograficzna o Kornelu Filipowiczu”, której towarzyszył wybór tekstów autora zatytułowany „Pamiętnik antybohatera i inne utwory”. W maju 2021 roku wspólnie z Anną Dziewit-Meller opublikowała książkę „Stówka". Przeczytaj to jeszcze raz”. Jej najnowsza publikacja, „Jadwiga. Opowieść o Stańczakowej”, wydana została przez wydawnictwo Znak w sierpniu 2024 roku. Autorka mieszka na stałe w Warszawie. 
Córka krytyka filmowego Tadeusza Sobolewskiego i historyczki literatury Anny Sobolewskiej. Wnuczka pisarki Jadwigi Stańczakowej. Jej mężem jest historyk antyku Marek Węcowski.

## Nagrody i nominacje
Finalistka Górnośląskiej Nagrody Literackiej „Juliusz” za „Jadwiga. Opowieść o Stańczakowej” (Wydawnictwo Znak) . W 2025 została nominowana do Nagrody im. Cypriana Kamila Norwida za biografię „Jadwiga. Opowieść o Stańczakowej” (wyd. Znak).